# District du Siang oriental
Le district du Siang oriental est un district de l'État de l'Arunachal Pradesh, en Inde.

## Géographie
Au recensement de 2011, sa population compte 99 019 habitants.
Son chef-lieu est la ville de Pasighat. 